# Успенская церковь (Иркутск)
Успе́нская це́рковь (также Це́рковь Успе́ния Богоро́дицы) — православный храм, расположенный в городе Иркутске на улице Полярной. Единственная церковная постройка, сохранившаяся от Вознесенского монастыря.

## История
В 1741 году по благословению епископа Иннокентия (Неруновича) в юго-восточном углу Вознесенского монастыря была возведена деревянная Успенская церковь. В мае 1780 года была заложена каменная Успенская церковь. 19 октября 1783 года церковь была освящена настоятелем монастыря архимандритом Синесием (Ивановым). В 1802 году на средства иркутского купца Н. С. Чупалова вокруг монастыря была возведена каменная ограда, примкнувшая к церкви таким образом, что южная и восточная стены храма стали продолжением ограды. Успенская церковь — редкий пример храма, встроенного в монастырскую ограду не над вратами, а как продолжение крепостных стен.